# Warren Johnston
Warren Thomas Johnston (nascido em 23 de dezembro de 1935) é um ex-ciclista neozelandês.
Conquistou a medalha de prata na corrida de scratch de 10 milhas em ambos os Jogos do Império Britânico e da Commonwealth de 1958 e 1962.
Sua única aparição olímpica foi nos Jogos Olímpicos de Verão de 1956, onde ele competiu em duas provas de ciclismo de pista.